# Ranto Sabon
Ranto Sabon is een bestuurslaag in het regentschap Aceh Jaya van de provincie Atjeh, Indonesië. Ranto Sabon telt 241 inwoners (volkstelling 2010).